# بی‌فک‌ماهی نیوزیلندی
بی‌فک‌ماهی نیوزیلندی (نام علمی: Eptatretus cirrhatus) یا بی‌فک‌ماهی آب‌شُش‌پهن نام یک گونه از سرده هفت‌روزنه‌ها است.